# Hans-Heinrich Worgitzky
Hans-Heinrich Worgitzky (* 9. Juli 1907; † 1969) war ein deutscher Offizier, Brigadegeneral der Reserve der Bundeswehr und Vizepräsident des Bundesnachrichtendienstes.

## Leben
Worgitzky, Sohn eines Oberstleutnant, trat am 1. April 1925 als Offizieranwärter beim 8. (Preußisches) Infanterie-Regiment in Liegnitz in Schlesien in die Reichswehr ein, wurde am 1. Dezember 1928 zum Leutnant ernannt und wurde in jenem Regiment als Zugführer, Bataillonsadjutant und Regimentsadjutant im Standort Frankfurt/Oder verwendet. Von Oktober 1936 bis November 1938 absolvierte er die Kriegsakademie in Berlin. Danach war er Adjutant beim Oberquartiermeister II in der Operationsabteilung des Generalstabes des Heeres/Oberkommando des Heeres (GenStH/OKH) und wurde von August 1939 bis März 1941 Sachbearbeiter in der Organisationsabteilung des Generalstabes des Heeres/Oberkommando des Heeres. Währenddessen war er in den Monaten Juni und Juli 1940 als Erster Generalstabsoffizier (Ia) zur 27. Infanterie-Division nach Frankreich kommandiert. Nach einer kurzen Zeit in der Führerreserve des OKH im April 1941 war er von April 1941 bis Juli 1942 Ia der 52. Infanterie-Division in Russland, in dieser Zeit in den Räumen Vilnius, Babrujsk, Moskau, Juchnow und Spas-Demensk eingesetzt war. Von August 1942 bis Oktober 1943 war er Dritter Generalstabsoffizier (Ic) im Armeeoberkommando der Armee Norwegen und von Oktober 1943 bis Februar 1945 Ic der Heeresgruppe Mitte in Russland und Ostpreußen. Ab 1944 war er Oberst i. G. Zuletzt wurde er der Heeresgruppe B zugeordnet und kam in Kriegsgefangenschaft.
1946 kam Worgitzsky zur Organisation Gehlen, der Vorläuferorganisation des Bundesnachrichtendienstes. Von 1946 bis 1956 war er Außenstellenleiter. 1956 wurde er als Oberst in das Dienstverhältnis eines Soldaten berufen und Stellvertreter Reinhard Gehlens, dem Leiter der Organisation Gehlen und erstem Präsidenten des Bundesnachrichtendienstes. Von 1957 bis 1967 war Worgitzsky Vizepräsident des Bundesnachrichtendienstes. Im Verteidigungsfall wäre er, laut einer Planung von 1965, Chef des Stabes und Leiter der rückwärtigen Zentrale des Bundesnachrichtendienstes geworden. Wolfgang Langkau hätte stattdessen die Stellvertretung Gehlens übernommen. Ab 1965 war Worgitzky erkrankt und wurde 1967 offiziell in den Ruhestand versetzt.

## Auszeichnungen
- 25. März 1942: Deutsches Kreuz in Gold
- 4. Juli 1967: Großes Verdienstkreuz des Verdienstordens der Bundesrepublik Deutschland